# Brzoza Bydgoska
Brzoza Bydgoska – stacja kolejowa we wsi Brzoza, w powiecie bydgoskim, w województwie kujawsko-pomorskim, w Polsce. Stacja jest położona pomiędzy stacją Bydgoszcz Główna oraz stacją Inowrocław. Przez stację Brzoza Bydgoska przejeżdżają pociągi m.in. relacji Bydgoszcz Poznań, a także pociąg ekspresowy relacji Gdynia-Berlin.

## Ruch pasażerski
| Rok  | Wymiana pasażerska na dobę |
| ---- | -------------------------- |
| 2017 | 50-99                      |
| 2022 | 100-149                    |